# Stan klęski żywiołowej w Polsce (2024)

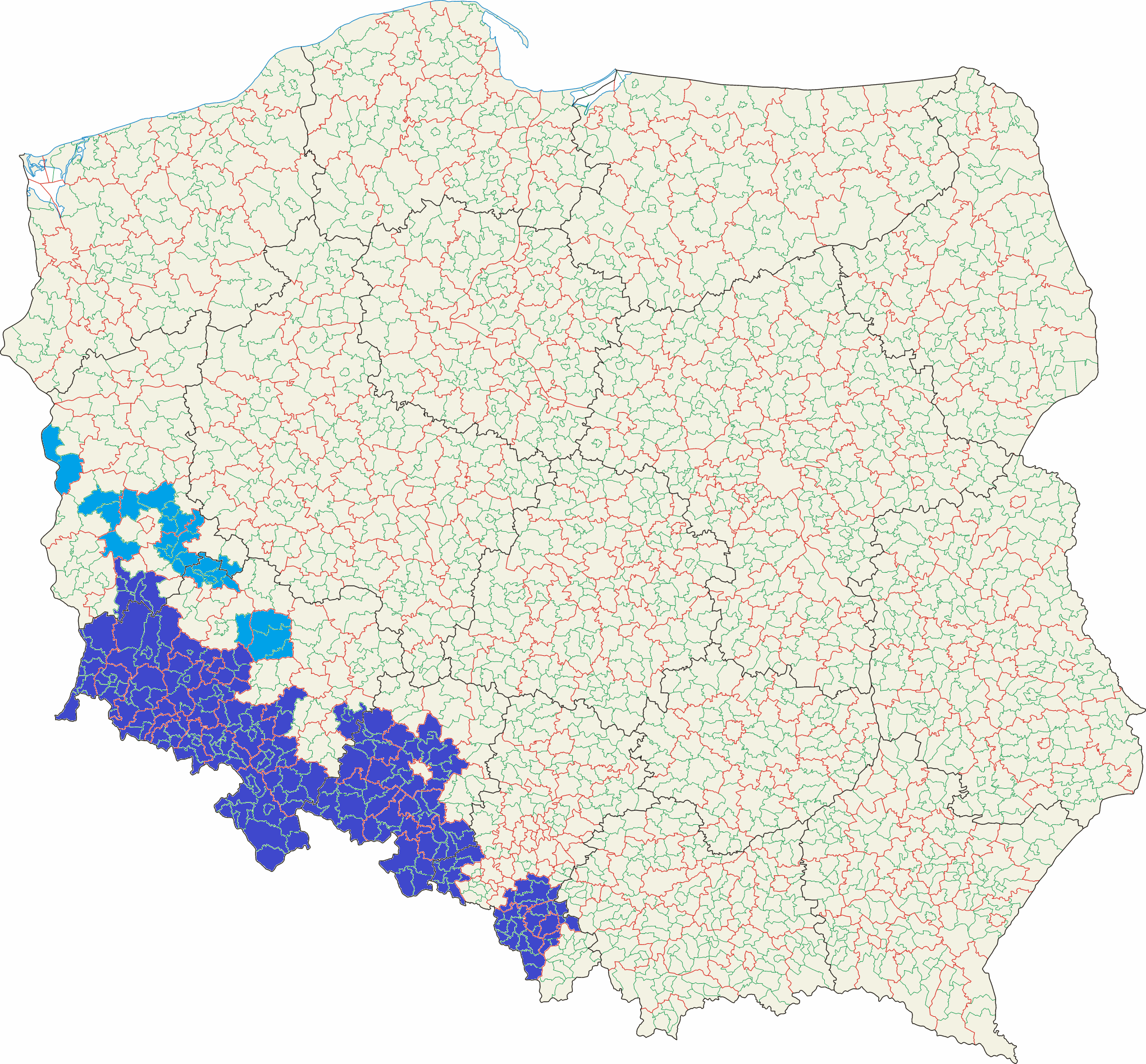
Obszar stanu klęski żywiołowej:
Kolor ciemnoniebieski – rozporządzenie z dnia 16 września ze zmianami
Kolor jasnoniebieski – rozporządzenie z dnia 28 września ze zmianami

Stan klęski żywiołowej w Polsce w 2024 roku – stan klęski żywiołowej wprowadzony 16 września 2024 r. przez Radę Ministrów na okres 30 dni na części terytorium Rzeczypospolitej Polskiej w związku z wystąpieniem poważnych skutków powodzi w Europie Środkowej. Jest to pierwszy tego rodzaju stan w historii Polski.

## Obszar obowiązywania

### Rozporządzenie z dnia 16 września
Stan klęski żywiołowej wprowadzono na dotkniętych powodzią terenach południowo-zachodniej Polski. Objął początkowo następujące obszary:
- w województwie dolnośląskim: powiaty kamiennogórski, karkonoski, kłodzki, lwówecki, wałbrzyski i ząbkowicki oraz miasta Wałbrzych i Jelenią Górę[4]
- w województwie opolskim: powiaty głubczycki, nyski i prudnicki oraz gminę Strzeleczki[4],
- w województwie śląskim: powiaty bielski, cieszyński, pszczyński i raciborski oraz miasto Bielsko-Białą[4].

W dniu 17 września wydano rozporządzenie zmieniające, którym rozszerzono stan klęski żywiołowej na następujące obszary:
- w województwie dolnośląskim – powiaty dzierżoniowski, lubański i świdnicki,
- w województwie opolskim – powiaty brzeski, kędzierzyńsko-kozielski, opolski oraz powiat krapkowicki (w zakresie dotychczas nieobjętym stanem klęski żywiołowej).

W dniu 20 września stan klęski żywiołowej rozszerzono o następujące obszary:
- w województwie dolnośląskim – powiaty bolesławiecki, jaworski, legnicki i złotoryjski.

W dniu 21 września stan klęski żywiołowej rozszerzono o następujące obszary:
- w województwie dolnośląskim – powiat zgorzelecki, gminę miejską Oława oraz gminę wiejską Oława, gminę Kąty Wrocławskie oraz gminę Sobótka,
- w województwie lubuskim – gminę miejsko-wiejską Szprotawa, miasto Żagań, miasto Małomice i gminę wiejską Żagań.

W dniu 25 września stan klęski żywiołowej rozszerzono o miasto Legnicę oraz gminę Mietków w województwie dolnośląskim.
Rada Ministrów nie złożyła wniosku o przedłużenie stanu klęski żywiołowej przez Sejm, w związku z czym rozporządzenie wygasło z mocy samego prawa z dniem 16 października 2024 r.

### Rozporządzenie z dnia 28 września
W dniu 28 września ogłoszono nowe rozporządzenie Rady Ministrów w sprawie wprowadzenia stanu klęski żywiołowej na obszarze części województwa dolnośląskiego oraz lubuskiego. Stanem klęski żywiołowej na podstawie nowego rozporządzenia, na 30 dni od jego ogłoszenia, objęto obszary:
- w województwie dolnośląskim: – powiat wołowski, gminę miejską Głogów, gminę wiejską Głogów, gminę Kotla, gminę Pęcław, gminę Żukowice oraz miasto i gminę Ścinawa,
- w województwie lubuskim – gminę Dąbie, gminę Krosno Odrzańskie, gminę Bytom Odrzański, gminę miejską Nowa Sól, gminę wiejską Nowa Sól, gminę Otyń, gminę Siedlisko i gminę Kolsko.

Są to obszary położone nad Odrą, które najbardziej ucierpiały w wyniku przejścia fali wezbraniowej.
W dniu 2 października rozporządzenie znowelizowano, rozszerzając stan klęski żywiołowej o następujące obszary:
- w województwie lubuskim – gminy Szlichtyngowa, Czerwieńsk, Sulechów, Zabór, Nowogród Bobrzański, Trzebiechów, Bojadła, Cybinka i Słubice.

W dniu 4 października rozporządzenie ponownie znowelizowano, rozszerzając stan klęski żywiołowej o następujące obszary:
- w województwie dolnośląskim – powiat średzki oraz gminę Strzelin.

W dniu 9 października stan klęski żywiołowej rozszerzono o gminę Jemielno w województwie dolnośląskim.
Rozporządzenie zostało uchylone z dniem 16 października 2024 r. rozporządzeniem Rady Ministrów uchwalonym przez rząd 15 października tego samego roku.

## Ograniczenia wolności i praw
W czasie obowiązywania stanu klęski żywiołowej dopuszczono stosowanie następujących ograniczeń wolności i praw człowieka i obywatela:
- obowiązku opróżnienia lub zabezpieczenia lokali mieszkalnych bądź innych pomieszczeń;
- nakazu ewakuacji w ustalonym czasie z określonych miejsc, obszarów i obiektów;
- nakazu lub zakazu przebywania w określonych miejscach i obiektach oraz na określonych obszarach;
- nakazu lub zakazu określonego sposobu przemieszczania się;
- obowiązku stosowania określonych środków zapewniających ochronę środowiska – w zakresie zbierania, transportu lub przetwarzania odpadów pochodzących z obszaru stanu klęski żywiołowej[6].